# Fuero militar en México
El presente artículo es acerca del fuero militar en México. El fuero militar o fuero de guerra es la jurisdicción o potestad autónoma y exclusiva de juzgar, por medio de los tribunales militares y conforme a las leyes del Ejército, Fuerza Aérea y la Armada, únicamente a los miembros de dichas instituciones, por las faltas o delitos que comentan en actos o hechos del servicio militar, así como la facultad de esos órganos de justicia de ejecutar las sentencias que dicten.

### Bases legales
El fuero militar tiene sus bases jurídicas en el artículo 13 de la Constitución Política de los Estados Unidos Mexicanos, artículo referente a la prohibición de leyes y tribunales especiales. El artículo 13 estipula que:

“Nadie puede ser juzgado por leyes privativas ni por tribunales especiales. Ninguna persona o corporación puede tener fuero, ni gozar más emolumentos que los que sean compensación de servicios públicos y estén fijados por la ley. Subsiste el fuero de guerra para los delitos y faltas contra la disciplina militar; pero los tribunales militares en ningún caso y por ningún motivo podrán extender su jurisdicción sobre personas que no pertenezcan al Ejército. Cuando en un delito o falta del orden militar estuviese complicado un paisano, conocerá del caso la autoridad civil que corresponda.”

De dicho artículo se desprende la existencia del fuero militar, o fuero de guerra, al establecer que éste persistirá para los delitos cometidos únicamente contra la disciplina militar. Asimismo, la Constitución restringe su uso al establecer que en ningún caso la jurisdicción militar podrá ser competente a personas que no pertenezcan al Ejército; es decir, en casos en que civiles se encuentren involucrados, la competencia deberá ser de tribunales civiles.
No obstante, mediante el Código de Justicia Militar, aprobado por decreto presidencial en el año de 1933, y que a la fecha aún está vigente, extiende el uso del fuero militar más allá de las facultades constitucionales, enlistando los delitos considerados contra la disciplina militar:
Artículo 57.- Son delitos contra la disciplina militar:
I.- Los especificados en el Libro Segundo de este Código;
II.- los del orden común o federal, cuando en su comisión haya concurrido cualquiera de las circunstancias que en seguida se expresan:
a).- Que fueren cometidos por militares en los momentos de estar en servicio o con motivo de actos del mismo;
b).- que fueren cometidos por militares en un buque de guerra o en edificio o punto militar u ocupado militarmente, siempre que, como consecuencia, se produzca tumulto o desorden en la tropa que se encuentre en el sitio donde el delito se haya cometido o se interrumpa o perjudique el servicio militar;
c).- que fueren cometidos por militares en territorio declarado en estado de sitio o en lugar sujeto a la ley marcial conforme a las reglas del derecho de la guerra;
d).- que fueren cometidos por militares frente a tropa formada o ante la bandera;
e).- que el delito fuere cometido por militares en conexión con otro de aquellos a que se refiere la
fracción I.
Cuando en los casos de la fracción II, concurran militares y civiles, los primeros serán juzgados por la justicia militar.
Los delitos del orden común que exijan querella, necesaria para su averiguación y castigo, no serán de la competencia de los tribunales militares, sino en los casos previstos en los incisos (c) y (e) de la fracción II.
Así, el artículo 57 del Código de justicia Militar establece que cuando el delito o el crimen involucre a civiles y a militares, los militares serán juzgados por la justicia militar. Evidentemente, la disposición del Código de Justicia Militar contradice lo estipulado en el artículo 13 constitucional.
Durante el mes de julio de 2011, la Suprema Corte de Justicia de la Nación (SCJN) inició una discusión acerca de la aplicación de la jurisdicción militar en México. Dicha discusión se dio en el contexto de una consulta a trámite introducida por el presidente de la Corte sobre las obligaciones del Poder Judicial en relación con las sentencias de la Corte Interamericana de Derechos Humanos (CorteIDH), particularmente a causa de la sentencia emitida en noviembre de 2009 sobre el caso de Rosendo Radilla Pacheco.
El criterio establecido en aquella ocasión por la SCJN dejó claro que “bajo ninguna circunstancia la jurisdicción militar puede ser válida cuando se encuentren involucrados civiles en violaciones a los derechos humanos”.La Suprema Corte estableció su competencia para resolver los casos en que exista un conflicto entre las jurisdicciones militar y civil, y clarificó su facultad de aplicar la competencia original en aquellos casos en que exista un conflicto jurisdiccional entre autoridades civiles y militares emanado de casos de violaciones de derechos humanos cometidas por las Fuerzas Armadas.
Dichos resolutivos resultaron de trascendencia histórica y sentaron un precedente de primera importancia en la interpretación y las decisiones que asumirán en el futuro las autoridades jurisdiccionales del país en temas clave de la protección de los derechos humanos de todas las personas, tales como el carácter obligatorio de las sentencias de la CorteIDH, la conformidad de las sentencias del Poder Judicial con lo dispuesto en la Constitución y los tratados internacionales en materia de derechos humanos y la prohibición de aplicar la jurisdicción militar a casos en los que se hallen involucrados civiles.
Durante el mes de agosto de 2012, la SCJN retomó las discusiones sobre los alcances de la jurisdicción militar tras el análisis de 28 casos que se encontraban ante tribunales militares. Tras haber analizado cerca de la mitad de estos casos, la SCJN sentó el precedente jurídico de que todos los casos de violaciones de derechos humanos cometidos por militares donde se encuentren involucrados civiles deberán ser competencia civil. En uno de estos casos, la SCJN declaró el artículo 57 del Código de Justicia Militar inconstitucional, pero aún no ha sentado jurisprudencia sobre este asunto.
El Pleno de la Suprema Corte de Justicia de la Nación decidió, tras un mes y medio de debates sobre la jurisdicción militar, enviar a la Primera Sala los casos pendientes para su deliberación, tomando en cuenta los criterios que ya había sentado el Pleno de la Corte. No obstante, la Primera Sala no terminó de resolver los asuntos pendientes, por lo que fueron devueltos a los Tribunales Federales donde había surgido en un inicio el conflicto competencial para ser resueltos acorde a lo dispuesto por el Pleno de la SCJN.
Sin embargo, dado que en México se requiere de cinco sentencias en el mismo sentido para sentar jurisprudencia, al haber declarado la inconstitucionalidad del artículo 57 del Código de Justicia Militar únicamente en una ocasión, este criterio no es aún jurisprudencia. Así, si bien los Tribunales Federales deben seguir los criterios marcados por la Suprema Corte, al no ser jurisprudencia, no se vuelve un criterio obligatorio.
Bajo el contexto de la llamada “guerra contra la delincuencia organizada”, emprendida por el Gobierno mexicano desde finales del año 2006, la situación de inseguridad y violencia en México se ha agravado, incluyendo un aumento sostenido de violaciones a los derechos humanos. Resulta particularmente preocupante el incremento de la cifra de desapariciones forzadas, así como el aumento en los casos de tortura y ejecuciones extrajudiciales que se han cometido en el marco de la estrategia militarizada de seguridad pública.
Desde el 2006, tras la llegada de Felipe Calderón a la Presidencia y el inicio de una batalla frontal en contra del crimen organizado, México atraviesa una espiral de violencia que ha tenido como resultado un deterioro alarmante en cuanto a la vigencia y el respeto a los derechos humanos. Desde 2007, al menos 80.000 personas fueron ejecutadas en hechos relacionados con el combate a la delincuencia y se estima que al menos 25.000 personas permanecen desaparecidas. Aunado a esto, los casos de tortura han registrado un aumento superior al 500%, principalmente para obtener confesiones autoinculpatorias de vínculos con bandas delincuenciales.
En el contexto actual de una elevada presencia militar en las calles realizando tareas de seguridad pública, el aumento de las violaciones graves de derechos humanos cometidas por elementos castrenses es evidente, las cuales en su mayoría permanecen impunes. Su participación actual en labores de procuración de justicia y de seguridad en la estrategia de combate a la delincuencia organizada a través de patrullajes militares y retenes en calles y carreteras ha tenido un serio impacto en la vigencia de los derechos humanos.
La prevalencia de la jurisdicción militar frente a violaciones de derechos humanos perpetúa el círculo de impunidad vigente en México e impide a las víctimas acceder a la justicia y a la reparación.

## Contexto histórico

### Guerra sucia y crímenes de lesa humanidad
Durante los años de la Guerra Sucia en México, las Fuerzas Armadas formaron parte de una política de Estado que resultó en la comisión de crímenes de lesa humanidad, que a más de cuarenta años de sucedidos se mantienen en total impunidad.
La Corte Interamericana de Derechos Humanos, en la sentencia del Caso Radilla Pacheco vs. México, afirmó que:

“la desaparición forzada del señor Rosendo Radilla Pacheco ocurrió en el marco de un contexto de desapariciones forzadas de personas (...). En este sentido, (...) las autoridades encargadas de las investigaciones tienen el deber de asegurar que en el curso de las mismas se valoren los patrones sistemáticos que permitieron la comisión de graves violaciones de los derechos humanos en el presente caso y el contexto en que ocurrieron, tomando en cuenta la complejidad de este tipo de hechos y la estructura en la cual se ubican las personas probablemente involucradas en los mismos, evitando así omisiones en la recaudación de prueba y en el seguimiento de líneas lógicas de investigación (...)”.

Así, parte de esta política de Estado involucró la persecución y detención arbitraria de opositores al régimen en el poder, principalmente activistas políticos y dirigentes sociales, quienes fueron víctimas de actos intimidatorios y de hostigamiento, detenciones arbitrarias, ejecuciones extrajudiciales e incluso en muchos casos de desaparición forzada. A este periodo histórico comprendido durante las décadas de los ‘60 y ‘70 se le denominó “Guerra Sucia”.
El número de muertes y desapariciones forzadas durante la llamada “Guerra Sucia” es incontable, y entre éstas se encontraron muchas personas ajenas a los movimientos armados cuya represión fue pretexto de una violenta política contrainsurgente durante los sexenios de Gustavo Díaz Ordaz (1964-1970), Luis Echeverría Álvarez (1970-1976) y José López Portillo (1976-1982).
Hasta la fecha, se ha logrado documentar la desaparición forzada de por lo menos 1.200 personas, de las cuales 639 vivían en el estado de Guerrero. De éstos, 473 vivían en el municipio de Atoyac; es decir, 39% del total y 74% de las desapariciones acreditadas en el estado de Guerrero.
Es en este contexto en el que se da la detención y posterior desaparición forzada del señor Rosendo Radilla Pacheco, destacado y querido líder social del municipio de Atoyac, en el estado de Guerrero, quien trabajó por la salud y educación de su pueblo y quien fungió como Presidente Municipal. En el año 2009, la Corte Interamericana de Derechos Humanos dictó una sentencia que condenaba al Estado mexicano por la desaparición del señor Radilla y la consecuente impunidad en que han permanecido los crímenes casi cuarenta años después de cometidos.

### El uso de las Fuerzas Armadas bajo el mandato de Felipe Calderón Hinojosa y sus consecuencias
Durante el sexenio de Felipe Calderón se optó por militarizar la seguridad pública como herramienta para combatir el crimen organizado y el narcotráfico. Sin embargo, la consecuencia de la gran presencia militar fue la escalada de violencia e inseguridad en todo el país, así como de un aumento alarmante de las violaciones graves a los derechos humanos, muchas de éstas cometidas por las Fuerzas Armadas.
Durante los años 2006-2012, la Comisión Nacional de Derechos Humanos (CNDH) registró un aumento superior al 1.000% en las quejas presentadas por violaciones a los derechos humanos presuntamente cometidas por elementos militares. Tan sólo entre 2010 y 2012, una de cada cuatro quejas presentadas ante la CNDH apuntaba a la Secretaria de la Defensa o de la Marina como responsable de las violaciones cometidas.
Particularmente preocupante son los casos de tortura. Entre 2006 y 2012, la CNDH registró un incremento superior al 500% en las quejas registradas por tortura y malos tratos. En 2006, la Secretaría de la Defensa Nacional (SEDENA) fue apuntada por 186 quejas, mientras que en 2011 ese número fue de 1,626. Tan solo en el primer semestre de 2012, SEDENA había sido señalada en 1,662 quejas.
Igualmente, la desaparición forzada en México ha resurgido de forma preocupante. Según los registros de la CNDH, entre 2006 y 2012 se reportaron 442 quejas por desaparición forzada, de las cuales 329 se registraron entre 2010 y 2012 (más del 74%). El incremento de quejas ante la CNDH sobre desapariciones forzadas ha sido sostenido, pasando de 4 quejas en 2006, a 153 en 2011.
El Grupo de Trabajo sobre Desapariciones Forzadas e Involuntarias de las Naciones Unidas (GTDFI) señaló, tras su visita al país en el mes de marzo de 2011, que más de 3.000 personas habrían sido desaparecidas desde el 2006 y que el aumento en las desapariciones forzadas en México responde directamente a la estrategia emprendida por el presidente Calderón para hacer frente a la problemática de seguridad pública en el país. En su opinión, el despliegue de miles de elementos militares para realizar labores de seguridad pública ha fomentado la comisión de delitos puesto que las Fuerzas Armadas no se limitan únicamente a actuar como apoyo a las autoridades civiles y a aceptar sus órdenes, sino a realizar tareas que corresponden exclusivamente a dichas autoridades civiles. Por tal motivo, el GTDFI recomendó al gobierno mexicano considerar en el corto plazo el retiro de las fuerzas militares de las operaciones de seguridad pública.
En este contexto, los ataques y amenazas en contra de defensores y defensoras de derechos humanos han aumentado paralelamente. Según datos de la Comisión Interamericana de Derechos Humanos, entre 2006 y 2011, al menos 61 personas defensoras de los derechos humanos fueron asesinadas y al menos otras 4 están desaparecidas, y la cantidad de agresiones y amenazas en su contra es aún más elevado. Cabe señalar que la impunidad por este tipo de actos es prácticamente absoluta, tal como lo señala la Oficina en México de la Alta Comisionada de las Naciones Unidas para Derechos Humanos, quien señala que de todos los ataques y agresiones en contra de defensores y defensoras de derechos humanos documentados entre 2009 y 2012, únicamente en 3% de los casos los responsables han sido consignados, pero no se cuenta hasta la fecha con ninguna sentencia condenatoria, lo que perpetúa la impunidad en estos casos.
La impunidad por todos estos crímenes es generalizada y prácticamente absoluta. A pesar de diversas reformas recientes en materia de justicia y derechos humanos, la impunidad en México continúa siendo una constante. Según distintos informes, en México la impunidad alcanza niveles superiores al 98 por ciento, siendo que tan sólo alrededor de 1.5% del total de las denuncias presentadas (se estima un 20% del total de los delitos cometidos) llegan ante un juez.
La poca eficiencia del sistema de procuración de justicia, así como la falta de independencia de gran parte del poder judicial han puesto en entredicho la capacidad del Estado de atender una problemática que, si bien ha sido histórica, se ha visto agravada en el actual contexto de inseguridad y violencia por el que atraviesa nuestro país. La prevalencia de figuras que obstaculizan el acceso a la justicia y favorecen violaciones a los derechos humanos – tales como el arraigo y el fuero militar –, así como la persistencia del uso de la tortura como medio para obtener pruebas y confesiones, impiden que la justicia en México sea pronta, expedita y de conformidad con estándares internacionales de derechos humanos. Por otro lado, la ausencia de mecanismos eficaces que garanticen el derecho a la reparación integral para las víctimas de violaciones a los derechos humanos fomenta aún más la vulneración a los derechos humanos de las víctimas.

## Los problemas fomentados por el abuso del fuero militar

### El fuero militar como herramienta de la impunidad
En el contexto actual de una elevada presencia militar en las calles realizando tareas de seguridad pública, el aumento de las violaciones graves de derechos humanos cometidas por elementos castrenses es evidente, las cuales en su mayoría permanecen impunes. Su participación actual en labores de procuración de justicia y de seguridad en la estrategia de combate a la delincuencia organizada a través de patrullajes militares y retenes en calles y carreteras ha tenido un serio impacto en la vigencia de los derechos humanos.
Las quejas presentadas ante la CNDH por violaciones de derechos humanos cometidas por elementos de las Fuerzas Armadas se han incrementado alrededor de 1,000% durante el último sexenio. Durante los dos últimos años, una de cada cuatro quejas presentadas ante la CNDH fue en contra de la Secretaría de la Defensa o de la Marina.
A pesar de ello, las denuncias de dichas violaciones no son investigadas y permanecen en la impunidad. La jurisdicción militar continúa siendo aplicada para investigar violaciones de derechos humanos, no obstante las resoluciones recientes de la Suprema Corte de Justicia de la Nación para restringir la jurisdicción militar y de cuatro sentencias de la Corte Interamericana de Derechos Humanos condenando al Estado mexicano a modificar sus alcances.
Según un informe elaborado por la SEDENA, entre 2007 y 2011 han sido sentenciados por la justicia militar 3.612 militares. Sin embargo, según el desglose elaborado por la propia dependencia, 3.154 fueron por deserción (87%); 142 por insubordinación (5%) y tan sólo 33 sentenciados por violaciones a derechos humanos (menos del 1%). Cabe señalar que, además, los 33 militares condenados fueron implicados en un mismo caso.
En un informe más reciente publicado por la SEDENA en noviembre de 2012, informó que de las 113 recomendaciones dirigidas por la CNDH a dicha dependencia entre 2006 y 2012, tan sólo se han emitido dos sentencias, a pesar de que 63 de éstas han sido dadas por concluidas. Cabe destacar además que la CNDH ha emitido recomendaciones a la SEDENA únicamente en 1.5% de las quejas totales recibidas en contra de esta dependencia (La CNDH documentó 7.441 quejas en contra de la SEDENA, de las cuales únicamente 113 se tradujeron en recomendaciones).
La prevalencia de la jurisdicción militar frente a violaciones de derechos humanos perpetúa el círculo de impunidad vigente en México e impide a las víctimas acceder a la justicia y a la reparación. México ha sido reticente de cumplir con las sentencias de la Corte IDH, particularmente en la previsión de reformar el artículo 57 del CJM. A más de tres años de que la Corte ordenó la restricción del fuero militar, la reforma no ha sido aún discutida por el Congreso.
En los años 2000, la investigación y procesamiento de militares responsables de delitos cometidos en el pasado, particularmente durante el periodo de la “guerra sucia”, y la impunidad derivada de la complicidad de los órganos de justicia militar, motivaron que desde la sociedad civil hubiera un duro reclamo para limitar la justicia militar.
El 23 de agosto de 2012, diversas organizaciones de la Sociedad Civil, tanto nacionales como internacionales, emitieron un comunicado en el que mostraban su preocupación por la limitación del fuero militar y reconocían como beneficioso para la defensa de los Derechos Humanos el fallo emitido por la SCJN en el caso Bonfilio Rubio Villegas en el cual, mediante el Amparo en Revisión 133/2012 se declaraba la inconstitucionalidad del artículo 57, fracción II, inciso a) del Código de Justicia Militar. En dicho comunicado las OSC reiteraban su apoyo a que la SCJN emitiera 4 fallos más en el mismo sentido para que éste pudiera ser considerado jurisprudencia y así atacar el problema jurídicamente. Además, en el comunicado exhortaban a los poderes legislativo y ejecutivo a acatar las Sentencias de la CoIDH donde se exige el acotamiento del fuero militar.
Organizaciones como Amnistía Internacional también han fijado en sus agendas la importancia de eliminar el fuero militar y ha señalado que “Amnistía Internacional hace un llamado a la Corte Suprema de Justicia para que se asegure de que esta histórica decisión de procesar casos de violaciones a los derechos humanos en instancias civiles, y no militares, sentará un precedente vinculante para todas las cortes del país” afirmó Rupert Knox, investigador para México de Amnistía Internacional.

“Además, es el momento de que el sistema de justicia civil demuestre su capacidad e investigue, persiga y enjuicie a aquellos militares implicados en violaciones de derechos humanos y defienda los derechos de las víctimas a la verdad, justicia y reparación.” agregó Knox.

También, AI México realizó una declaración pública donde exigía al Poder Legislativo a tomar las medidas necesarias para reformar el Código de Justicia Castrense junto con diversas organizaciones de derechos humanos, debido a la falta de voluntad política que se ha demostrado a pesar de las sentencias de la CoIDH en la materia y de las resoluciones de la SCJN en este aspecto.

### La inconvencionalidad del fuero militar
Desde la perspectiva internacional de derechos humanos, la utilización que se da al fuero militar en México incumple con una serie de tratados en la materia. En primer lugar, la Convención Americana sobre Derechos Humanos (CADH), que claramente establece en sus artículos 8 y 25 los principios del debido proceso y acceso a la justicia. Así, México, como Estado parte de la Convención, debe cuidar que toda persona sea oída, con las debidas garantías y dentro de un plazo razonable, por un juez o tribunal competente, independiente e imparcial, establecido con anterioridad por la ley, en su sustanciación de cualquier acusación penal formulada contra ella, o para la determinación de sus derechos y obligaciones de orden civil, laboral o de cualquier otro carácter.
Además, el Estado mexicano debe permitir el acceso a un recurso sencillo y rápido que ampare a las personas en contra de actos que violen sus derechos fundamentales reconocidos no solo por la Constitución y sus leyes, sino que también por la misma Convención Americana, y eso es igualmente válido para los casos en que la violación sea cometida por personas que actúen en ejercicio de sus funciones oficiales.
Más allá de eso, el artículo 2 de la CADH establece que los Estados parte que no cuentan con mecanismos internos para garantizar los derechos reconocidos en la misma Convención tienen la obligación de así hacerlo. Es decir, México tiene la obligación internacional de reformar el alcance del fuero militar para garantizar el debido proceso establecido en los términos antes mencionados por la Convención Americana.
Adicionalmente, la Convención Interamericana sobre Desaparición Forzada de Personas establece en su artículo IX que los casos de desaparición forzada sólo podrán ser juzgados por las jurisdicciones de derecho común competentes en cada Estado, con exclusión de toda jurisdicción especial, particularmente la militar. Justamente fue ante dicho artículo de la Convención que el Estado mexicano presentó una reserva, señalando que:

“El Gobierno de los Estados Unidos Mexicanos al ratificar la Convención Interamericana sobre Desaparición Forzada de Personas, adoptada en la Ciudad de Belem, Brasil el 9 de junio de 1994, formula reserva expresa al Artículo IX, toda vez que la Constitución Política reconoce el fuero de guerra, cuando el militar haya cometido algún ilícito encontrándose en servicio. El fuero de guerra no constituye jurisdicción especial en el sentido de la Convención, toda vez que conforme al artículo 14 de la Constitución mexicana nadie podrá ser privado de la vida, de la libertad o de sus propiedades, posesiones o derechos, sino mediante juicio seguido ante los tribunales previamente establecidos, en el que se cumplan las formalidades esenciales del procedimiento y conforme a las leyes expedidas con anterioridad al hecho".

La reserva del Estado mexicano a la CIDFP contraviene lo establecido por la Comisión Interamericana de Derechos Humanos en el sentido de garantizar que quienes investiguen las violaciones a derechos humanos no sean los órganos potencialmente implicados en su comisión pues, de lo contrario, se pone en duda la independencia e imparcialidad debidas. Además, la reserva va en contra del fin y objeto de la misma, lo que según la Convención de Viena sobre el Derecho de los Tratados, hace inadmisible la reserva.
Incluso la propia Corte Interamericana de Derechos Humanos determinó, en la sentencia del caso Radilla, que la reserva interpuesta por el Estado mexicano al artículo IX “implica un desconocimiento del derecho humano al juez natural y eventual sanción de los responsables de la comisión de desaparición forzada de personas”. Por tal motivo, la CorteIDH consideró la reserva como inválida e instó a México a retirar tal reserva.
Al respecto, el Estado mexicano ha expresado, en su informe sobre el cumplimiento de la sentencia del caso Rosendo Radilla Pacheco vs Estados Unidos Mexicanos, entregado a la Corte Interamericana de Derechos Humanos a principios de 2011, que ha iniciado “el procedimiento interno correspondiente con miras al eventual retiro de la reserva”. Sin embargo, a pesar de haber hecho tal declaración ante la Corte IDH, el Estado ha dado constantes muestras de no poseer la voluntad política para realizar estos cambios.
Por otro lado, el Pacto Internacional de Derechos Civiles y Políticos también contiene disposiciones generales en su artículo 2 sobre el derecho a un recurso efectivo, al mismo tiempo en que su artículo 14 reconoce el derecho a un tribunal independiente e imparcial y a las garantías judiciales del debido proceso. En este sentido, en su observación general número 13, sobre la “Igualdad ante los tribunales y derecho de toda persona a ser oída públicamente por un tribunal competente establecido por la ley”, relativa al artículo 14 del Pacto, el Comité de Derechos Humanos precisó:

“Las disposiciones del artículo 14 se aplican a todos los tribunales y cortes de justicia comprendidos en el ámbito de este artículo, ya sean ordinarios o especiales. El Comité observa la existencia, en muchos países, de tribunales militares o especiales que juzgan a personas civiles. Esto podría presentar graves problemas en lo que respecta a la administración equitativa, imparcial e independiente de la justicia. Muy a menudo la razón para establecer tales tribunales es permitir la aplicación de procedimientos excepcionales que no se ajustan a las normas habituales de justicia. Si bien el Pacto no prohíbe estas categorías de tribunales, las condiciones que estipula indican claramente que el procesamiento de civiles por tales tribunales debe ser muy excepcional y ocurrir en circunstancias que permitan verdaderamente la plena aplicación de las garantías previstas en el artículo 14. El Comité ha observado una grave falta de información a este respecto en los informes de algunos Estados Partes, cuyas instituciones judiciales comprenden tales tribunales para el procesamiento de civiles. En algunos países, esos tribunales militares y especiales no proporcionan las garantías estrictas para la adecuada administración de la justicia, de conformidad con las exigencias del artículo 14, que son fundamentales para la eficaz protección de los derechos humanos. Si los Estados Partes deciden, en situaciones excepcionales, como prevé el artículo 4, dejar en suspenso los procedimientos normales requeridos en virtud del artículo 14, deben garantizar que tal suspensión no rebase lo que estrictamente exija la situación en el momento y que se respeten las demás condiciones estipuladas en el párrafo 1 del artículo 14”.

El mismo Comité cambió de opinión en años más recientes dado los abusos cometidos en los procesos ante la justicia militar y en 1992, en sus observaciones a Colombia, afirmó que "[P]reocupa al Comité el fenómeno de la impunidad de personal de la policía, las fuerzas de seguridad y el ejército. En este sentido, las medidas adoptadas no parecen ser suficientes para garantizar que cualquier miembro de las fuerzas armadas que abuse del poder y viole los derechos de los ciudadanos será sometido a juicio y castigado. Los tribunales militares no parecen ser los más adecuados para la protección de los derechos de los ciudadanos en un contexto en que los militares mismos han violado esos derechos."
Luego, en 1996, el Comité se mostró preocupado por la situación en Brasil señalando que “Al Comité le preocupa la práctica de enjuiciar a los policías militares acusados de violaciones de derechos humanos en tribunales militares y lamenta que aún no se haya transferido la jurisdicción en esos casos a los tribunales civiles.”

## El combate jurídico contra el fuero militar
La incapacidad del Estado mexicano de lidiar con las violaciones de derechos humanos cometidas por militares ha tenido una importante repercusión internacional. En este sentido, México ha sido condenado en cuatro ocasiones por la Corte Interamericana de Derechos Humanos (CoIDH) en cuatro casos distintos de violaciones a derechos humanos cometidas por militares en que los casos han permanecido en la impunidad debido a la existencia del fuero militar.
El caso Radilla Pacheco, presentado por la Comisión Mexicana de Defensa y Promoción de los Derechos Humanos (CMDPDH) en cooperación con la Asociación de Familiares de Desaparecidos, Víctimas de Violación de los Derechos Humanos en México (Afadem), relativo a la desaparición forzada del activista Rosendo Radilla en el período de la llamada Guerra Sucia en México. La sentencia de la CoIDH, emitida en 2009, responsabiliza a México por violaciones a los derechos a la libertad personal, a la integridad personal, al reconocimiento de la personalidad jurídica y a la vida, además de violaciones a las garantías judiciales y a la protección judicial, lo cual se traduce en la denegación del acceso a la justicia a las víctimas.
La CorteIDH detalló que la jurisdicción militar no debe aplicarse cuando se trate de violaciones de derechos humanos en las que se encuentren involucrados civiles, y que su uso debe ser mínimo en tiempos de paz. Por esa razón, la CorteIDH exigió que el Estado reformara el artículo 57 del Código de Justicia Militar, sanando las imprecisiones y restringiendo la extensión de su aplicación. Además, se pidió al Estado que investigue los casos conocidos y precedentes de desaparición forzada en el fuero ordinario, sancionándolos por lo que son y no bajo tipificaciones de menor gravedad como las de secuestro y privación de libertad.
En 2011, en aras de dar seguimiento al cumplimiento de la sentencia por parte del Estado mexicano, la CoIDH afirmó que México no había cumplido aún con ninguno de los puntos resolutivos de la sentencia, salvo haber publicado el texto de la sentencia. En cuanto a la necesidad de modificar el Código de Justicia Militar, la CoIDH señaló que las iniciativas presentadas para reformar el fuero militar eran insuficientes y no cumplían con las responsabilidades que ha adquirido México en materia de derechos humanos.
En agosto de 2010, un año después de la sentencia por el caso Radilla, México recibió otras dos sentencias condenatorias en el mismo sentido por parte de la CoIDH en casos representados por Tlachinollan – Centro de Derechos de la Montaña : el de Inés Fernández y el de Valentina Rosendo, ambas indígenas violadas por miembros de las Fuerzas Armadas en la sierra de Guerrero. En ambos casos la CoIDH encontró violaciones a los derechos a la integridad personal, a la dignidad y a la vida privada. Asimismo, en el caso de Valentina Rosendo, se encontraron violaciones a los derechos del niño ya que era menor de edad en la época de los hechos. La CorteIDH consideró que la violación sexual constituye por sí misma un acto de tortura y una vez más exigió al Estado restringir la jurisdicción militar.
Meses más tarde, en septiembre de 2010, la CorteIDH emitió una nueva sentencia, en el caso Teodoro Cabrera y Rodolfo Montiel, más conocido como “Campesinos Ecologistas”, representado por el Centro de Derechos Humanos Miguel Agustín Pro Juárez (Centro ProDH). Ambos campesinos de la sierra de Petatlán, también en el estado de Guerrero, fueron detenidos por militares desplegados en la región en un contexto de combate al narcotráfico en 1999. Luego de eso, fueron torturados y forzados a firmar una declaración autoinculpatoria.
En este caso, la CoIDH consideró que el Estado violó el derecho a la libertad personal y a la integridad personal, así como a las garantías judiciales y protección judicial. Por cuarta ocasión, se hizo referencia a la necesidad de reformar la jurisdicción militar para hacerla compatible con los estándares internacionales en la materia.
A pesar de los cuatro fallos de la Corte, el Estado mexicano ha avanzado muy poco en sentido de cumplir con su responsabilidad internacional. De hecho, los esfuerzos han sido más en el sentido de cuestionar la competencia del tribunal y buscar excusas para el incumplimiento de sus determinaciones. De manera general, el argumento del Estado mexicano en las audiencias de los cuatro casos en que el país fue sentenciado por la CoIDH va en dirección a reafirmar su compromiso con los derechos humanos, defendiendo que las violaciones a estos derechos en cada uno de los casos son eventos aislados que reflejan viejas prácticas de un país antes bajo el mando de un partido hegemónico a lo largo de setenta años, hecho que no correspondía más a la realidad actual del país. Para eso, se apuntan los documentos internacionales de derechos humanos de los cuales México es parte y los avances legislativos de derecho interno en la materia.
Durante distintas audiencias ante la CoIDH, el Estado mexicano defendió la participación de las Fuerzas Armadas en la lucha contra el narcotráfico, afirmando la necesidad de ello mientras se recuperara la fuerza y la confianza en las instituciones civiles de seguridad. Así, México ha justificado ante la CoIDH la existencia de la justicia militar en la necesidad de garantizar la disciplina de la corporación, alegando que, contrario a lo afirmado por los peticionarios en los distintos casos, el proceso dentro de la jurisdicción militar es independiente, imparcial y legítimo.
A la fecha, el Estado mexicano no ha dado señas claras hacia el cumplimiento de las sentencias de la Corte Interamericana de Derechos Humanos, las cuales tienen un carácter vinculante y obligatorio para el Estado en su conjunto. En particular, la reforma al Código de Justicia Militar continúa aún pendiente de ser discutida y aprobada por el Congreso.

## La reforma pendiente al Código de Justicia Militar
Tras fuertes y reiteradas presiones por parte de organismos gubernamentales y no gubernamentales, tanto nacionales como internacionales, en el mes de octubre de 2010 el Ejecutivo Federal envió al Congreso una iniciativa para reformar el artículo 57 del Código de Justicia Militar.
Sin embargo, la reforma resultó insuficiente e incluso regresiva. La iniciativa presentada por el presidente Calderón excluía de la jurisdicción militar únicamente los delitos de desaparición forzada, tortura y violación sexual, sin considerar otra serie de violaciones a los derechos humanos que con frecuencia son cometidas por militares que se encuentran realizando labores de seguridad pública en la actual estrategia de seguridad, tales como detenciones arbitrarias, ejecuciones extrajudiciales o allanamientos.
Organizaciones de la sociedad civil han destacado los elementos principales con los cuales debe integrarse una reforma a la jurisdicción militar a fin de que esta sea compatible con los estándares internacionales en la materia:
- En primer lugar, se debe excluir de ésta todo tipo de delitos que elementos de las Fuerzas Armadas cometan en contra de civiles y no únicamente un catálogo, tal como fue propuesto en la iniciativa del Ejecutivo.

- Se debe establecer claramente que las investigaciones deben estar a cargo de autoridades civiles desde el inicio y no sujetas a la determinación del tipo delictivo por parte de la Procuraduría Militar, pues esto incentivaría a la clasificación de distintos tipos e incluso a la alteración de los elementos de prueba.

- No se deben establecer procedimientos o normas especiales para el procesamiento de militares que cometan violaciones a derechos humanos; por el contrario, deben seguir el procedimiento ordinario ante la justicia civil.

El pasado mes de abril de 2012, el Senado de la República aprobó en comisiones una nueva iniciativa de ley para reformar el Código de Justicia Militar la cual cumplía con los requisitos previamente expuestos. No obstante, la iniciativa no fue presentada ante el Pleno del Senado durante el periodo de sesiones. Ello hace que el fuero militar continúe vigente y que aquellos casos de violaciones a los derechos humanos contra civiles permanezcan en la impunidad.